# Beyşehir
Beyşehir là một huyện thuộc tỉnh Konya, Thổ Nhĩ Kỳ. Huyện có diện tích 2116 km² và dân số thời điểm năm 2007 là 72712 người, mật độ 34 người/km².